# يو إف سي 189
يو إف سي 189: مينديز ضد ماكغريغور (بالإنجليزية: UFC 189: Mendes vs. McGregor)‏ هو حدث لفنون القتال المختلطة نظمته يو إف سي، أُقيم في 11 يوليو 2015، على إم جي إم جراند جاردن أرينا في لاس فيغاس، نيفادا، الولايات المتحدة.